# Эфате
Эфате (англ. и бисл. Efate, фр. Éfaté) — остров в архипелаге Новые Гебриды в Тихом океане. На острове находится вулкан Маунт-макдоналд.

## География
Остров Эфате расположен в центральной части архипелага Новые Гебриды в Тихом океане, между островами Шеперд, лежащими к северу от острова, и островом Эрроманго, расположенном к юго-востоку от Эфате. В непосредственной близости от острова, у северного побережья, находятся острова Нгуна, Мосо, Пеле, Эмао, Лелепа. Острова Нгуна, Пеле и Эмао являются стратовулканами. В бухте Меле, недалеко от города Порт-Вила, расположены острова Ирифа и Иририки, являющиеся крупными туристическими центрами.
Остров Эфате имеет вулканическое происхождение и сформировался в результате высокой вулканической активности в регионе, вызванной столкновением Австралийской и Тихоокеанской литосферных плит.
Геологически Эфате состоит из трёх формаций: наиболее старых пемзовых образований; подводного пемзового туфа, сформировавшегося в эпоху плиоцена—плейстоцена и брекчии, встречающейся в центральной части Эфате, где обнажается горная порода, занимающая около 300 км² суши острова. Над вулканическими образованиями Эфате находятся известняковые террасы, которые образуют известняковые формации, сформировавшиеся в позднем плиоцене, а также недавно образовавшийся рифовый известняк.
Площадь острова составляет 899,5 км². Высшая точка Эфате, гора Макдоналд, достигает высоты 646 м. Берег острова скалистый. В некоторых местах Эфате окружён окаймляющим рифом.
Климат на острове тропический. С мая по ноябрь преобладают юго-восточные ветра.

## История
Остров Эфате был заселён примерно 2500 лет назад жителями Соломоновых островов. Эти поселенцы использовали каменные орудия, изготавливали глиняную посуду, декорированную особым типом узоров. В отличие от культуры лапита подобный тип гончарных изделий был найден на других островах северной и центральной частей Новых Гебрид. Эта культура получила название мангааси. Предположительно, часть представителей этой культуры поселилась примерно 2400—1600 лет назад на Фиджи и в Новой Каледонии.
Примерно в 1200 году нашей эры культура островов Шеперд и острова Эфате претерпела значительные изменения: прекратилось производство гончарных изделий, каменные орудия вытеснили орудия из раковин различных моллюсков. Некоторые археологи связывают это с миграцией на острова людей с северо-западных островов Тихого океана.
В 1774 году Эфате был открыт английским путешественником Джеймсом Куком. Мореплаватель назвал остров «Островом Сэндвич», в честь Джона Монтегю, 4-го графа Сэндвичского, который был патроном его экспедиции.
Постепенно на Эфате стали селиться европейцы. В начале XIX века остров стал один из центров торговли древесиной сандалового дерева. Частыми гостями Эфате были также китобои. Первое европейское поселение на острове, которое преимущественно состояло из британцев, было основано на берегу гавани Хаванна (англ. Havannah Harbour), в западной части Эфате. Французское население было сосредоточено на юго-западном побережье острова. Впоследствии эта местность, где расположился город Порт-Вила, получила название Франсвиль (англ. , фр. и бисл. Franceville). После засухи 1882 года, вспышек малярии британское население переселилось в город Порт-Вила.
27 апреля 1879 год американская шхуна «Сэди Ф. Кэллер» встала на якорь в гавани Хаванна. На борту судна находился русский этнограф, антрополог и зоолог Н. Н. Миклухо-Маклай. В течение 12 дней он ездил на острова Лелепа и Эфате (он сам называл его Фате́) и делал зарисовки предметов материальной культуры и портреты местных жителей.
В январе 1887 года на Эфате высадилась группа католических миссионеров. Со временем католические миссионеры появились и на других крупно населённых островах Вануату.
В марте 1906 года Эфате, как и другие острова Новых Гебрид, стали совместным владением Франции и Британии, то есть архипелаг получил статус англо-французского кондоминиума.
В годы Второй мировой войны на острове Эфате инженерно-строительный батальон США при поддержке местного населения построил взлётно-посадочную полосу, а также окружную дорогу. С согласия резидент-комиссаров (хотя у них не было другого выбора) здание, в котором ранее проживал председатель общего суда, было переоборудовано в штаб-квартиру американского военного командования. Свои официальные резиденции также добровольно освободили британские и французские судьи. Американцами в Порт-Вила также был построен военный госпиталь.
30 июня 1980 года Новые Гебриды получили независимость от Великобритании и Франции, и Эфате стал территорией Республики Вануату.

## Население
На острове расположена столица государства — город Порт-Вила. Численность населения Эфате составляет 65 734 человек (2009), которые проживают в прибрежных поселениях острова. Во внутренних районах Эфате поселения отсутствуют. Остров преимущественно населён коренными жителями Вануату, народом ни-вануату, хотя на нём также проживают европейцы, китайцы, вьетнамцы.
Основными языками общения на острове являются французский и английский, хотя также используются местные языки:
- северный эфате (3000 носителей в 1983 году; распространён в северной части Эфате, на островах Нгуна, Тонгоа и некоторых других островках, лежащих к юго-востоку от острова Эпи),
- южный эфате (3750 носителей в 1983 году; распространён в южной части Эфате),
- этон (500 носителей в 1989 году; используется в юго-восточной части Эфате в поселениях Этон, Панг-Панг и в других близлежащих деревнях),
- лелепа (400 носителей в 1989 году; используется на острове Лелепа и в поселениях Мангалилиу и Напкоа на западном берегу Эфате),
- лонволвол (600 носителей в 1983 году; используется в деревне Маат), меле-фила (2000 носителей в 1980 году; используется в деревне Меле в южной части Эфате, а также на острове Фила в бухте Меле),
- намакура (2850 носителей в 1983 году; используется в северной части Эфате, а также на островах Тонгоа, Тонгарики)[14].

## Экономика
Эфате — крупнейший экономический и туристический центр Вануату.
Недалеко от Порт-Вила расположен Международный аэропорт Бауэрфилд.

## Достопримечательности
В 12 километрах от города Порт-Вила находится водопадМеле, расположенный на территории ботанического сада, — популярное место отдыха и релаксации.